# 袁豹
袁 豹（えん ひょう、373年 - 413年）は、東晋末の官僚。字は士蔚。本貫は陳郡陽夏県。兄は袁湛。

## 経歴
袁質（袁耽の子）の子として生まれた。学問を好み、古典を広く読んだ。著作佐郎を初任とした。次いで桓謙の下で衛軍記室参軍となった。元興元年（403年）、武陵王司馬遵が承制すると、袁豹はその下で大将軍記室参軍をつとめた。この年のうちに、丹陽尹孟昶の下で建威司馬となった。義熙初年、司徒左西属に転じた。また劉毅の下で撫軍諮議参軍となり、記室を兼ねた。劉毅が農業政策についての議論を起こすと、袁豹は開墾の推進と重農抑商を唱えた。
撫軍司馬に転じ、入朝して御史中丞となった。義熙6年（410年）、孟昶が死去すると、袁豹は代わって丹陽尹となった。義熙7年（411年）、上納する銭を移動させた罪を問われて、太尉諮議参軍に降格され、長史に転じた。義熙8年（412年）、従軍して劉毅に対する討伐に参加した。劉裕が朱齢石を派遣して後蜀を討たせるにあたって、袁豹がその檄文を書いた。
義熙9年（413年）、袁豹は在官のまま死去した。享年は41。義熙10年（414年）、南昌県五等子に追封された。

## 子女
- 袁洵
- 袁濯（揚州秀才、早逝）
- 袁淑

## 伝記資料
- 『宋書』巻52 列伝第12
- 『南史』巻26 列伝第16